# Mæslinger
Mæslinger er en alvorlig, ekstremt smitsom sygdom, der er forårsaget af mæslingevirus.
Rapporter om mæslinger går helt tilbage til 700-tallet, men den første videnskabelige beskrivelse af sygdommen og dens forskel fra kopper tilskrives den persiske læge Razi (Rhazes, 860–932), der udgav en bog med titlen Kopper og mæslinger. I 1954 blev virusset, der forårsager sygdommen, isoleret, og godkendte vaccinationer, der forhindrer sygdommen, blev tilgængelige i 1963. Derfor var der i Europa kun 8 dødsfald i 2011 og sygdommen er blevet sjælden i Danmark. I 2013 var der globalt næsten 150.000 dødsfald der skyldtes mæslinger og fra 2014 har der været udbrud af mæslinger i Filippinerne, USA, Mexico, Canada og mange andre lande inkl. lande i Europa.
Mæslinger spredes via luftvejene (kontakt med væske fra en inficeret persons næse og mund, enten direkte eller gennem aerosol-overførsel), og er yderst smittefarlig – 90% af de mennesker, der ikke er immune, og som opholder sig i samme hus som en smittet person, vil få sygdommen. Passende modtræk bør tages ved alle mistænkelige tilfælde af mæslinger (luftfiltrering, isolering osv.).
Inkubationstiden (tiden fra man er blevet smittet, til man får symptomer), er typisk 10-12 dage. Smittede mennesker forbliver smittefarlige fra fremkomsten af de første symptomer og indtil 3-5 dage efter at udslættet fremkommer.

## Mæslingevirus ødelægger immunceller
Mennesker, der kommer sig efter en mæslingevirusinfektion har mistet meget af deres immunhukommelse og har derfor mistet den beskyttelse mod andre sygdomme, der tidligere var erhvervet gennem infektioner eller vaccinationer. Selvom et barn overlever mæslinger, er det derfor i årevis mere sårbart over for mange andre børnesygdomme og vil stå med fare for alvorlige komplikationer. 

## Mæslinger i Danmark i nyere tid
Mæslinger har været næsten udryddet i Danmark, men det skønnes, at op til 100.000 danskere ikke er vaccineret. De årlige tilfælde i Danmark har siden 2000 - bortset fra enkelte år med op til 84 sygdomstilfælde - stort set holdt sig under 10.

## Symptomer
De klassiske symptomer på mæslinger indbefatter feber i mindst tre dage, samt hoste, "løbende" næse og røde øjne. Feberen kan nå op på 40 grader celsius. Kopliks pletter, der ses i munden, bruges til at diagnosticere mæslinger, men de ses sjældent, selv ved alvorlige tilfælde af mæslinger, da de er gennemsigtige og forsvinder igen efter ét døgn fra fremkomsten.
Den lægelige litteratur beskriver ofte udslættet ved mæslinger som et udbredt, rødligt udslæt af pletter og blæner, som begynder adskillige dage, efter at feberen er sat ind. Det ses først på hovedet, men det spredes hurtigt, så det dækker det meste af kroppen. Mæslingeudslæt er også kendetegnet ved, at det ændrer farve fra den oprindelige røde til mørkebrun, før det fortager sig. Blænerne kan være kløende en overgang.

## Diagnose
Detaljerede oplysninger omkring sygdomsforløbet indtil den første undersøgelse noteres, tillige med forhold som tidligere vaccinationer, kontaktoplysninger (hvem man har været sammen med) og rejseoplysninger.
En klinisk diagnose af mæslinger kræver mindst tre dages feber sammen med ét af de ovenfor nævnte symptomer (hoste, løbende næse eller røde øjne). Hvis man finder Kopliks pletter, er det også en måde at diagnosticere mæslinger.
Alternativt kan man lave en laboratoriediagnose af mæslinger ved at konstatere tilstedeværelsen af antistoffet IgM imod mæslinger, eller ved at isolere mæslingevirus fra åndedrætsprøver.
Påviselig kontakt med andre patienter, der vides at have mæslinger, giver stærkt grundlag for diagnosen.

## Behandling
Der er ikke nogen egentlig behandling for ukomplicerede mæslinger. Patienter med ukomplicerede mæslinger vil komme sig ved hvile og støttende behandling.

## Komplikationer
Mæslinger nedbryder kroppens immunforsvar, så den smittede er mere modtagelig for andre sygdomme i flere år efter sygdomsudbruddet.
Komplikationer med mæslinger er relativt almindelige, og de spænder fra en relativt hyppigt forekommende og mindre alvorlig diarré til lungebetændelse og hjernebetændelse. Komplikationer forekommer oftere blandt helt spæde børn og ikke mindst hos voksne, der får virusset.
Dødeligheden ved mæslinger er for ellers sunde mennesker i den vestlige verden omkring 1 dødsfald pr. 1.000 tilfælde; i Danmark 1 ud af 3.000. I ulandene med udbredt underernæring og dårlig folkesundhed kan en dødelighed på 10 procent forekomme, mens 1 procent er almindeligt. Hos folk med svækket immunforsvar er dødeligheden op til omkring 30 procent.
Da den oprindelige befolkning i Nordamerika blev smittet med mæslinger og andre europæiske sygdomme, som de ikke havde oparbejdet nogen modstandskraft imod, kunne dødeligheden nå op i 80-90 %.  Denne nedgang i befolkningstallet forklarer både, at Nordamerika blev oplevet som folketomt af nybyggerne, og at de oprindelige folk klarede sig så dårligt i forsvaret af deres landområder.

## Offentlig sundhed
I Danmark bliver de fleste børn vaccineret imod mæslinger i en alder af 15 måneder som en del af paraplyvaccinen MFR (mæslinger, fåresyge og røde hunde). Vaccinationen gives normalt ikke tidligere, fordi børn, der er yngre end 15 måneder, sædvanligvis har antistoffer imod mæslinger, der stammer fra moderen under graviditeten. Barnet vaccineres igen som 4- og 12-årigt, og vaccinen forventes derefter at beskytte resten af livet. Vaccinationerne har været tilstrækkelige til at gøre mæslinger relativt sjældne. Selv et enkelt udbrud på f.eks. et kollegium eller under tilsvarende forhold bliver ofte mødt med et lokalt vaccinationsprogram, for det tilfælde at de mennesker, der udsættes for smitte, ikke allerede er immune. I udviklingslandene er mæslinger dog stadigvæk almindeligt forekommende.
Mæslinger er en alvorlig, smitsom sygdom, og selvom der sjældent opstår komplikationer, er sygdommen i sig selv så smitsom, at alene antallet af ikke-immune mennesker, der ville blive smittet i et ramt område, hurtigt ville lægge beslag på samtlige sundhedsressourcer. Hvis antallet af vaccinationer falder, vil antallet af ikke beskyttede mennesker stige og dermed øges risikoen for et udbrud af mæslinger, som det er set efter 2014 i USA.
I henhold til World Health Organization (WHO) er mæslinger den førende grund til dødelighed blandt børn – der er over 30 millioner smittetilfælde, men dødeligheden er faldet betydeligt p.gr. globale vaccinationsprogrammer.
I Beretning om Sundhedstilstanden og Medicinalforholdene i Norge 1860, udgiven af Departementet for det Indre, oplyses i kapitlet fra Stavanger amt: "Mæslinger optraadte pludselig i Stavanger i sidste Halvdel af November Maaned, og udbredte sig i December med megen Hurtighed. Dog holdt Sygdommen sig først i flere Uger i Byens vestlige Forstæder; i Huse, hvor den var udbrudt, smittede den hurtig alle dem, som ikke før havde gjennemgaaet den; Feberen var meget heftig, og Udbrudet skedde gjerne under en tydelig Ophovnen af hele Legemet. Betændelser i Luftveiene ledsagede den stadig, og hos Flere udviklede der sig meget hurtig Strubehoste; i saadanne Tilfælde havde Udslaget gjerne "en eiendommelig blaalige Farve" (Lassen). Af 5 Læger anmeldtes til sammen 94 behandlede Tilfælde, hvoraf 25 endte dødlig." 

### Autisme-myten
Der har været sat spørgsmålstegn ved, om der er en mulig forbindelse mellem MFR-vaccinen og autisme. Dette har medført, at nogle forældre fravælger vaccination. En stor dansk undersøgelse fra Aarhus Universitet og Statens Serum Institut baseret på 537.303 børn - alle født i Danmark mellem januar 1991 og december 1998 - tilbageviser dog, at der skulle eksistere sådan en sammenhæng.
Artiklen, som beskrev en sammenhæng mellem MFR-vaccine og autisme, forfattet af dr. Andrew Wakefield og publiceret i The Lancet, er efterfølgende trukket tilbage. Tilbagetrækningen skete, da det blev opdaget, at Wakefield havde manipuleret med undersøgelsens data og samtidigt havde flere alvorlige interessekonflikter, herunder et patent på en konkurrerende vaccine. Han fik efterfølgende frataget retten til at praktisere medicin, efter at det britiske General Medical Council (GMC) havde kaldt Wakefields handlinger for "uetiske og uansvarlige". Alligevel har det medført en udbredt mistro til vaccination og anti-vaccinationsbevægelse, se en:vaccination and autism.

## Opblusning af sygdommen
Globalt rapporteres fra 98 lande flere tilfælde af mæslinger i 2018 sammenlignet med 2017. Brasilien gik fra ingen tilfælde i 2017 til 10.262 syge i 2018. Norge, der ikke havde nogle tilfælde i 2016 og kun ét i 2017, havde i 2018 tolv syge.  Der var rapporteret 1.709 tilfælde i Rumænien og 1.532 i Grækenland. Antal syge i Italien og Frankrig var stærkt stigende. 
I Danmark var der i marts 2019 seks rapporterede tilfælde. 
I Congo dør dobbelt så mange af mæslinger som af ebola. Samoa blev i efteråret 2019 hårdt rammet af et udbrud, hvoraf langt de fleste af de døde er børn under fire år.